# Contigné
Contigné is een plaats en voormalige gemeente in het Franse departement Maine-et-Loire in de regio Pays de la Loire en telt 259 inwoners (1999). De plaats maakt deel uit van het arrondissement Segré.

## Geschiedenis
De plaats maakt sinds 22 maart 2015 deel uit van het kanton Tiercé toen het kanton Châteauneuf-sur-Sarthe, waar de gemeente daarvoor onder viel, werd opgeheven. Op 15 december 2015 werd de gemeente opgeheven en opgenomen in de op die dag gevormde commune nouvelle Les Hauts d'Anjou.

## Geografie
De oppervlakte van Contigné bedraagt 23,5 km², de bevolkingsdichtheid is 25,4 inwoners per km².
De onderstaande kaart toont de ligging van Contigné met de belangrijkste infrastructuur en aangrenzende gemeenten.

## Demografie
Onderstaande figuur toont het verloop van het inwonertal.
Brissarthe · Champigné · Châteauneuf-sur-Sarthe · Contigné · Cherré · Marigné · Querré · Sœurdres